# Gator och torg i Björkhagen

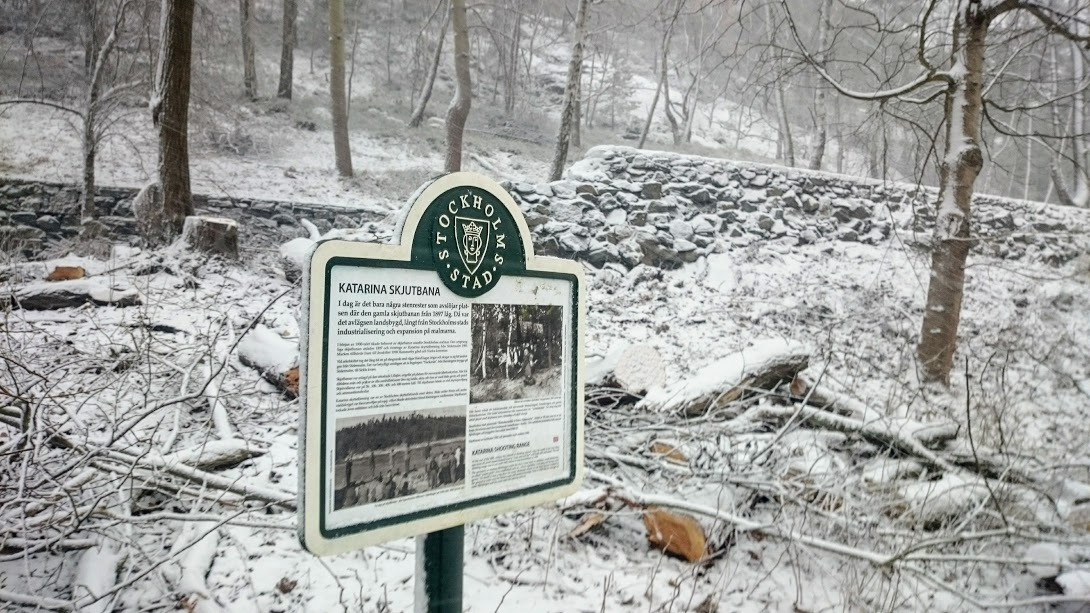
Katarina Skjutbana

På den stora kartan Stockholms stad med omnejd (1924) finns inte ett enda namn (med undantag av Lilla Sickla) inom hela det område som i dag utgör stadsdelen Björkhagen. När en stadsplan för området och för den blivande tunnelbanan ritades 1945 använde man Skjutbanan som namn på tunnelbanestationen - efter Katarina skjutbana (1897-1942).  Den planerade bostadsbebyggelsen kallades bostadsområde å Södra Hammarby. Centralt inom den planerade stadsdelen fanns en vacker björkhage - där Markuskyrkan senare byggdes - varför projektörerna lanserade namnet Björkhagen, vilket sedan fastställdes som stadsdelsnamn 1948. Helt dominerande namnkategori är syd- och västsvenska ortnamn. 

## Gator

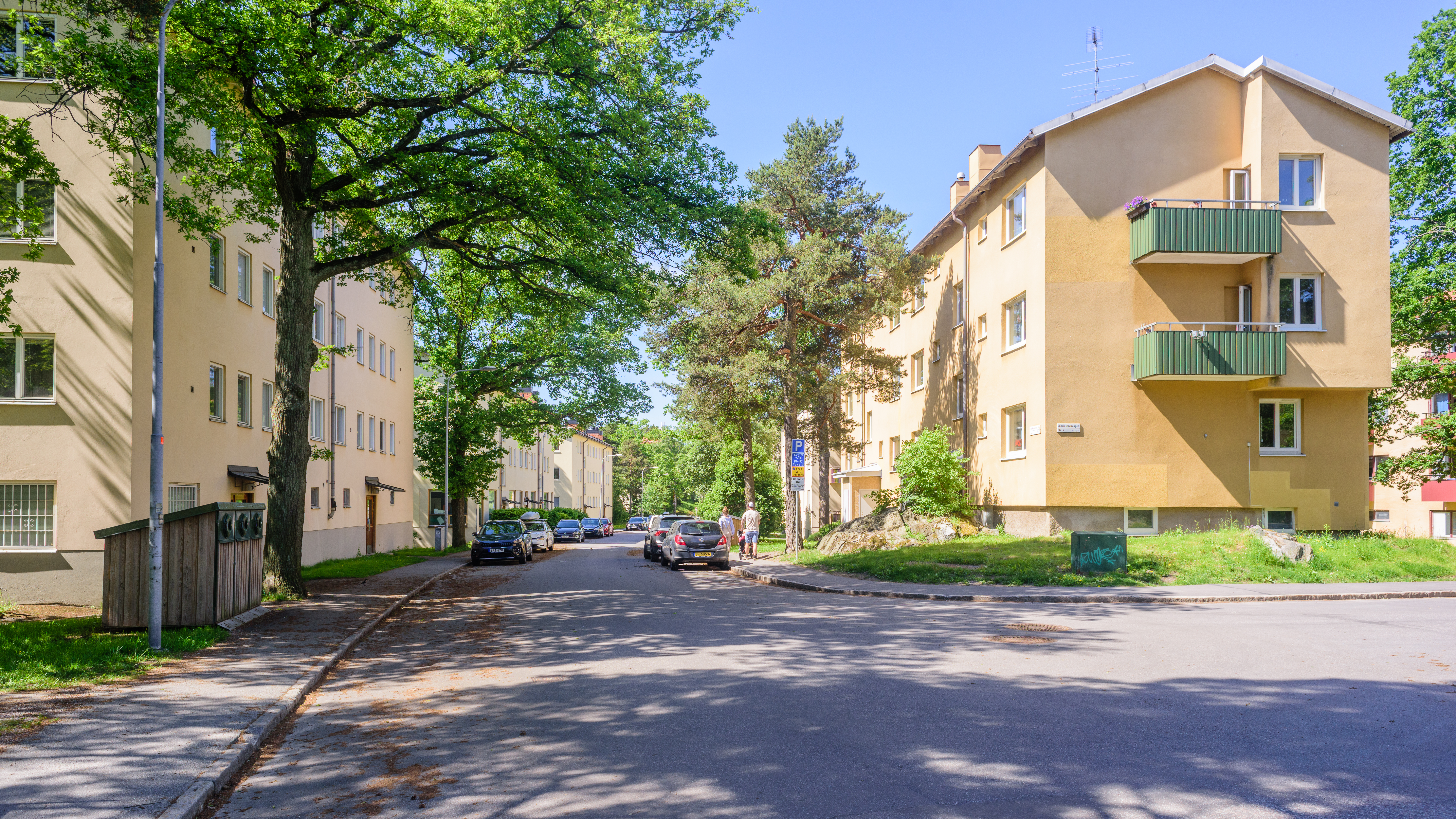
Finn Malmgrens vägs sträckning i Björkhagen.

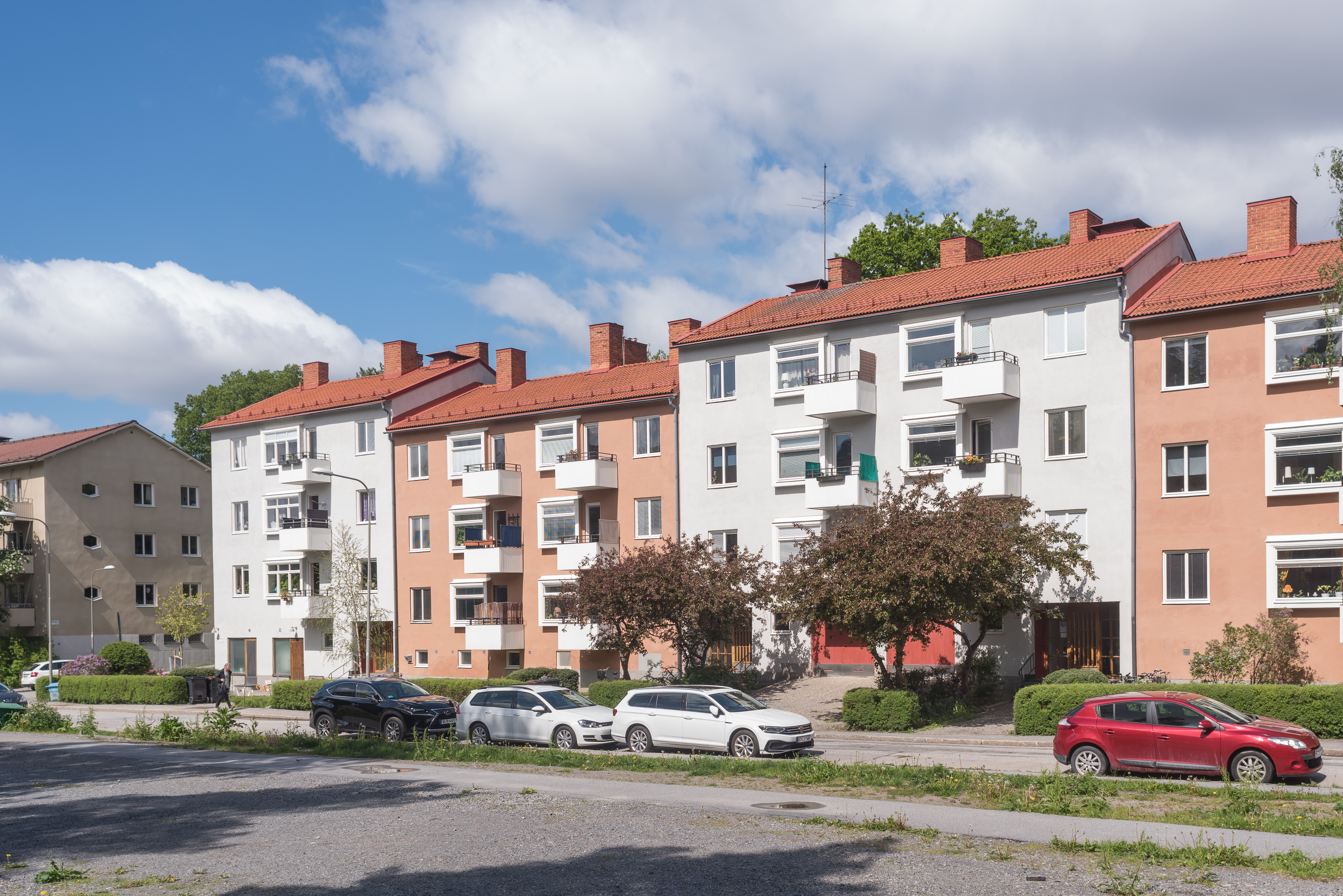
Bostadshus från 1940-talet på Karlskronavägen.

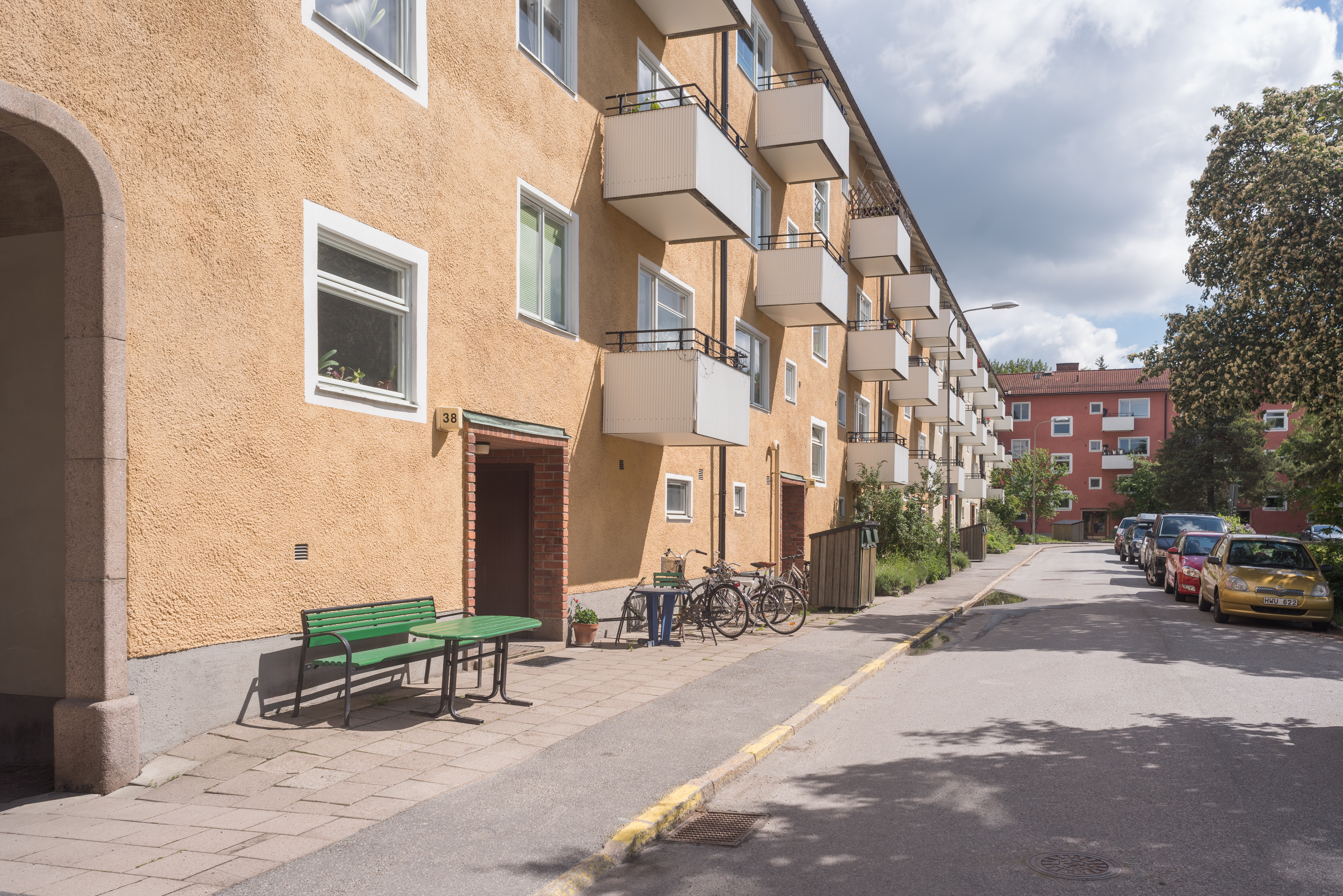
Ronnebyvägen.

År i parentes anger när dagens namn gavs. 

### Huvudgator
- Finn Malmgrens väg (1937)
- Halmstadsvägen (1946)
- Karlskronavägen (1946)
- Malmövägen (1946)
- Ulricehamnsvägen (1940)
- Ystadsvägen (1946)

### Övriga gator
- Axvallsvägen (1940)
- Björkhagsplan (1956)
- Båstadsvägen (1947)
- Eslövsvägen (1946)
- Falsterbovägen (1946)
- Hammarby Fabriksväg (1939)
- Helsingsborgsvägen (1946)
- Hjovägen (1972)
- Hässleholmsvägen (1946)
- Höganäsvägen (1946)
- Karlsborgsvägen (1940)
- Lyckebyvägen (1946)
- Läckövägen (1940)
- Mariestadsvägen (1940)
- Ronnebyvägen (1946)
- Simrishamnsvägen (1946)
- Skanörvägen (1946)
- Svalövsvägen (1946)
- Svedalavägen (2001)
- Understensvägen (1948)
- Åhusvägen (1946)

## Torg och trafikplatser
- Björkhagsplan.
- Willy Brandts park